# 碱式乙酸铁
碱式乙酸铁是一种配位化合物，化学式为[Fe3O(OAc)6(H2O)3]OAc （OAc为CH3CO2−）。其为一种盐，由[Fe3(μ3-O)(OAc)6(H2O)3]+阳离子及乙酸根阴离子组成。常以是否生成此红棕色配合物来检验三价铁离子。

## 结构与合成
可通过向含三价铁的水溶液加乙酸盐获得碱式乙酸铁。也可以先用固体铁与过氧化氢反应生成氢氧化亚铁（和/或）氢氧化铁，然后再将其与乙酸或乙酸盐反应。
早期研究表明其有三中心。八面体铁中心互相等价，有六个氧基配体，其中一个是位于等边三角形中心的三重桥头氧。因该铁化合物含氧基配体，早期即为人所知。若忽略其24个氢中心，阳离子具有D3h对称性。

## 反应
三金属框的水性终端配体可以由其它配体取代，如吡啶和二甲基甲酰胺。交换阴离子可以得到许多不同的盐，如[Fe3(μ3-O)(OAc)6(H2O)3]Cl。还原阳离子能得到含一个二价铁和两个三价铁中心的中性混合价态衍生物。也有混合了不同金属的化合物，如[Fe2CoO(OAc)6(H2O)3]。

## 相关化合物
铬、钌、钒、铑也能形成类似的化合物。有人称用乙酸银和氯化铁反应可以生成红色的三乙酸铁（无氧基配体）。

## 用途
铁、乙酸及空气加热制备的分散碱式乙酸铁常用作染料和媒染剂。